# 芝麻开门
芝麻開門（法語：Sésame, ouvre-toi）是阿拉伯故事《一千零一夜》中《阿里巴巴與四十大盜》中的密語。在故事中，阿里巴巴偷聽到了強盜們喊“芝麻開門”，這句咒語可以打開四十大盜的藏寶山洞，芝麻關門則可以用來關掉藏寶山洞的洞口。他哥哥後來記不住這個咒語，而且將它與其他農作物搞混，以至於被困於洞中。

## 記錄

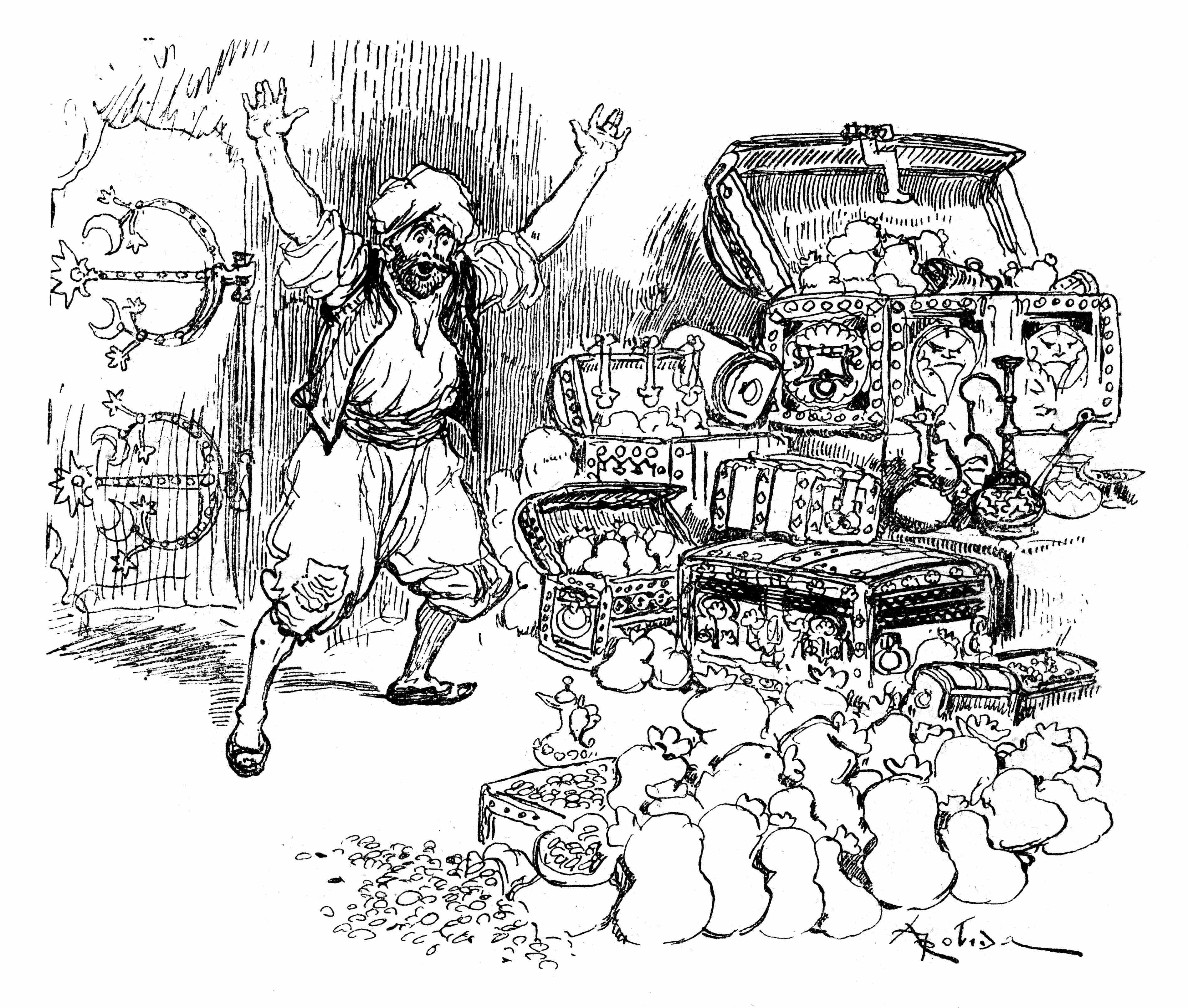

此咒語最早是“Sésame, ouvre-toi”（即“芝麻，打開！”），出現在安托萬·加朗翻譯的《一千零一夜》（Les Mille et une nuits）（1704–1717）里。沒有發現比這還早的版本。
此咒語從法語翻譯成英語有“Sesame, Open”、“Open, Sesame”、“Open, O Simsim”等版本。

### 來源
此咒語的來源有很多種說法。事實上，人們並不確定“芝麻”指的是植物還是種子。
一些較老的說法是：
- “芝麻”來自希伯來語的“šem”（名字）。[4]
- 芝麻與巴比倫人用芝麻油施魔法有關。[5]

## 流行文化
《大力水手和四十大盜》中，波比不理解“open sesame”是什麽意思，他說：“我不知道他說了什麽話打開了這扇門。Open sissy！Open sayso！”。後來他說“Open, says me!”，打開了菠菜罐頭。
在《Ali Baba Bunny》中，洞穴的看守看到兔八哥從門下穿過時，記住了這個咒語。與阿里巴巴的兄弟一樣，哈桑用其他絲絲聲的咒語（如“sarsaparilla”、“Saskatchewan”、“septuagenarian”、“saddle soap”）試了幾次。動畫結束時，兔八哥講了相反的咒語“芝麻關門”。
在阿拉丁和大盜之王中，大盜之王卡塞姆（阿拉丁丟失已久的父親）大聲喊出了密碼，聲音大到足以打開密室的門，通往遠離海岸的一個秘密小島。後來，卡塞姆的二把手Sa'luk，把地點和密碼告訴了守衛的頭領拉蘇爾，而拉蘇爾先前誤稱密碼是“香芹籽開門”。守衛說出密碼是“芝麻開門”後，門才打開。大多數強盜都被逮捕了，剩下小部分和Sa'luk一起推翻了卡塞姆。
在哆啦A夢電影大雄的天方夜譚中，奴隸商人艾普捷大聲喊出了芝麻開門後，巨型岩石洞打開了，並立即到達辛巴達的黃金宮殿。
2010年，Giles Pilbrow制作的動畫《Private Eye》描繪了一個場景。四十個大盜困在洞外，阿里巴巴說：“我改了密碼，但是現在我也記不住了。”